# Kapunduhan
Kapunduhan is een bestuurslaag in het regentschap Lebak van de provincie Banten, Indonesië. Kapunduhan telt 1643 inwoners (volkstelling 2010).